# N87 (België)
De N87 is een gewestweg in de Belgische provincie Luxemburg. Deze weg vormt de verbinding tussen Parette en Saint-Mard.
De totale lengte van de N87 bedraagt ongeveer 34,5 kilometer.

## Plaatsen langs de N87
- Parette
- Heinstert
- Habay-la-Neuve
- Étalle
- Fratin
- Buzenol
- Belle Vue
- Virton
- Saint-Mard

## N87a
De N87a is een aftakking van de N87 in Étalle. De 650 meter lange route vormt samen met de N87b de oude route van de N87 door Étalle. De N87 zelf ligt nu om Étalle heen.
De N87a gaat over de Rue Belle-Vue en verbindt de N87 met de N83.

## N87b
De N87b is een aftakking van de N87 in Étalle. De 1,1 kilometer lange route verbindt de N87 met de N83 en vormt samen met de N87a de oude route door Étalle heen. De N87 zelf ligt om Étalle heen.
De N87b gaat over de Rue de Virton.